# José Canalejas (actor)
José Álvarez Canalejas (Madrid, 14 de febrero de 1925 - Madrid, 1 de mayo de 2015) fue un actor de cine español, hermano de la actriz Lina Canalejas.

## Biografía
Hijo del concertista de violín Manuel Álvarez Trigo, nieto del pianista y compositor Arturo Canalejas,
Trabajó como actor de reparto en numerosos spaguetti-western de los años 1960 y 1970, como Por un puñado de dólares, La muerte tenía un precio, El precio de un hombre, La boda, etc.
En los años 70, Canalejas dirigió dos películas: El último proceso en París y El in... moral.